# Villa Traub (Prag)

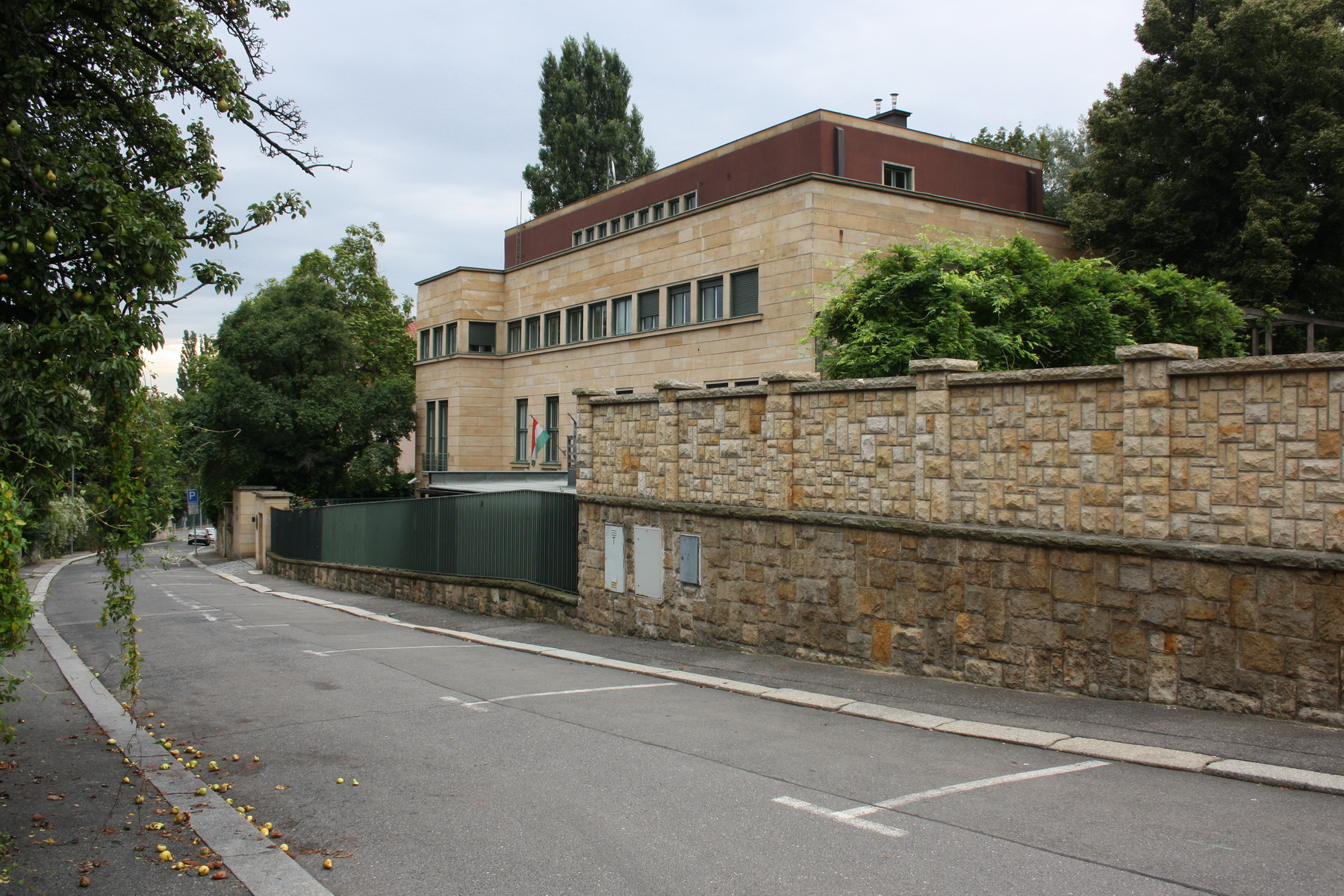
Nordseite der Villa Traub von der Straße Pod Hradbami aus gesehen

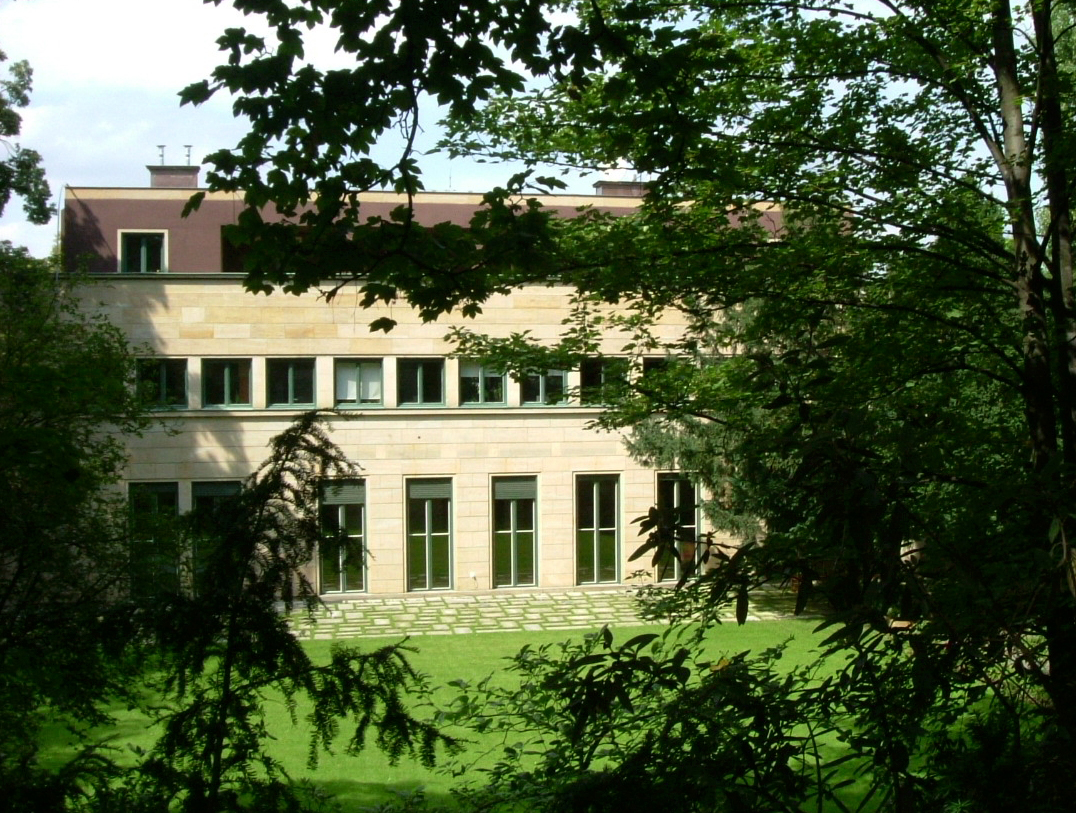
Gartenfassade der Villa Traub

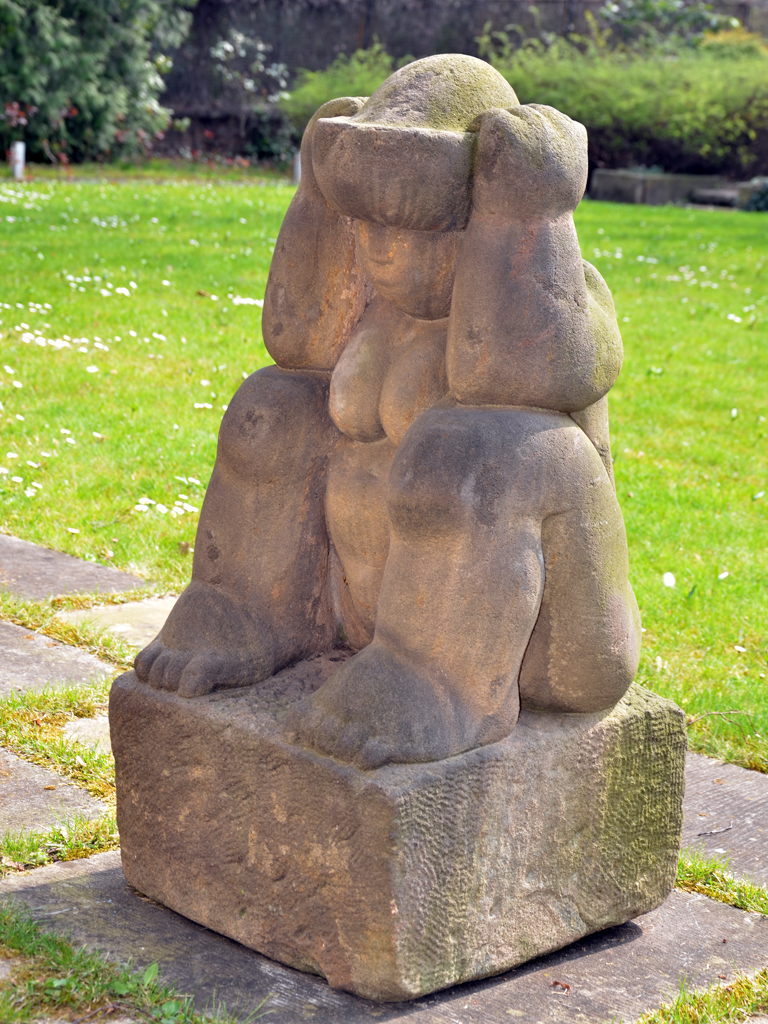
Sandsteinskulptur von Bernhard Reder im Garten der Villa

Die Villa Traub (tschechisch Traubova Vila oder Vila Edmunda Trauba) ist eine für den Lederfabrikanten Edmund Traub 1928 / 29 nach Plänen von Bruno Paul im Baustil der Klassischen Moderne errichtete Villa im Prager Stadtteil Střešovice.
Die jüdische Fabrikantenfamilie Traub flüchtete nach der Besetzung Prags durch die Nationalsozialisten nach London. Nach dem Zweiten Weltkrieg wurde die Villa verstaatlicht und war in der Nachkriegszeit Sitz von diplomatischen Vertretungen,  u. a. der Handelsvertretung der DDR in der ČSSR.
Seit dem Beitritt der Tschechischen Republik zur Europäischen Union befindet sich in der Villa Traub die ungarische Botschaft. Das Gebäude und die Gartenanlage sind als Kulturdenkmal geschützt.

## Baugeschichte
Ende der 1920er Jahre plante der Industrielle Edmund Traub, der in Prag-Podbaba eine Lederfabrik besaß, am Rande von Prag den Bau eines modernen Familienwohnhauses. Ursprünglich hatte Traub einen Prager Architekten mit der Planung beauftragt. Nach dessen plötzlichem Tod wurde der Berliner Architekt Bruno Paul mit dem Entwurf und dem Bau des Wohnhauses mit Garagen und einem Tennisplatz beauftragt. Bruno Paul besuchte mehrfach Prag und entwarf anschließend die Pläne für das Haus und die Gartenanlage. Die Fertigstellung der Konstruktionsunterlagen überließ er Egon Votický, der später auch den Baufortschritt überwachte.
Das in der Nähe der Prager Burg, in einer begehrten Wohngegend befindliche Grundstück mit Blick über den nördlichen Prager Stadtteil Bubeneč erwies sich vom Baugrund her als äußerst schwierig. Große Bereiche des stark abfallenden Eckgrundstücks war eine Abraumhalde der neu errichteten, im Süden angrenzenden Straße. Das Gelände wies Höhenunterschiede von bis zu 12 Metern auf. Bruno Paul nutzte den Höhenunterschied für eine streng funktionale Aufteilung des Hauses aus.
Die unmittelbare Nachbarschaft zwischen Ořechovka, Dejvice und Hradčany war zur damaligen Zeit durch eine manieristische und neoklassizistische Villenbebauung gekennzeichnet. Normalerweise sah die Bauordnung maximal eine zweigeschossige Bebauung in dieser Villengegend vor. Paul entwarf einen zwei- bzw. dreigeschossigen, rechteckigen Baukörper in Stahlbeton-Bauweise mit einem zusätzlich eingerückten, dunkel abgesetzten Dachgeschoss, um so die Höhenunterschiede im Grundstück harmonisch auszugleichen. Um die vorgeschriebene maximale Bauhöhe nicht zu überschreiten, schlug Paul die Konstruktion des Daches als Flachdach vor, das während der Bauphase heftige Ablehnung und Proteste in der Nachbarschaft hervorrief und dem Bau den Spottnamen „Zigarrenkiste“ einbrachte.
Die quadratischen, dunkelgrünen Holzfenster der oberen Stockwerke sind in horizontalen Streifen angeordnet, die eines der charakteristischen Merkmale des Neuen Bauens sind. Die Fenster des Hauptgeschosses wurden hingegen nahezu raumhoch ausgeführt, damit möglichst viel Licht in die Wohnräume gelangt.
Bereits während der Bauphase wurde die Villa von der Familie Traub 1928 bezogen. Nachdem das Haus ursprünglich im Stil des Neuen Bauens weiß verputzt war, entschloss sich Bruno Paul nachträglich für eine Verblendung des Baukörpers mit großen Platten aus kreidezeitlichem Hořice-Sandstein. Die Natursteinfassaden wurden 1929 fertiggestellt.
Nach der Besetzung Prags durch die Nationalsozialisten flüchtete die jüdische Familie Traub 1938 nach London. Nach dem Ende des Zweiten Weltkrieges kehrte die Familie zunächst nach Prag zurück, wurde jedoch gezwungen, das Land 1948 erneut zu verlassen. Die Familie Traub erhielt im August 1948 die englische Staatsbürgerschaft. Die Familienvilla wurde verstaatlicht und war in der Folgezeit Sitz verschiedener diplomatischer Vertretungen.
Trotz vieler Umbauten sind im gesamten Gebäude noch zahlreiche Teile des originalen, außergewöhnlich hochwertigen Interieurs im kontrastierenden Jugendstil erhalten. Die Villa und die Gartenanlage sind als charakteristisches Beispiel für „einzigartigen deutschen Purismus“ als „Architektonisch bedeutendes Gebäude der Kategorie A“, Nr. 08078 klassifiziert.

## Innenarchitektur und Design

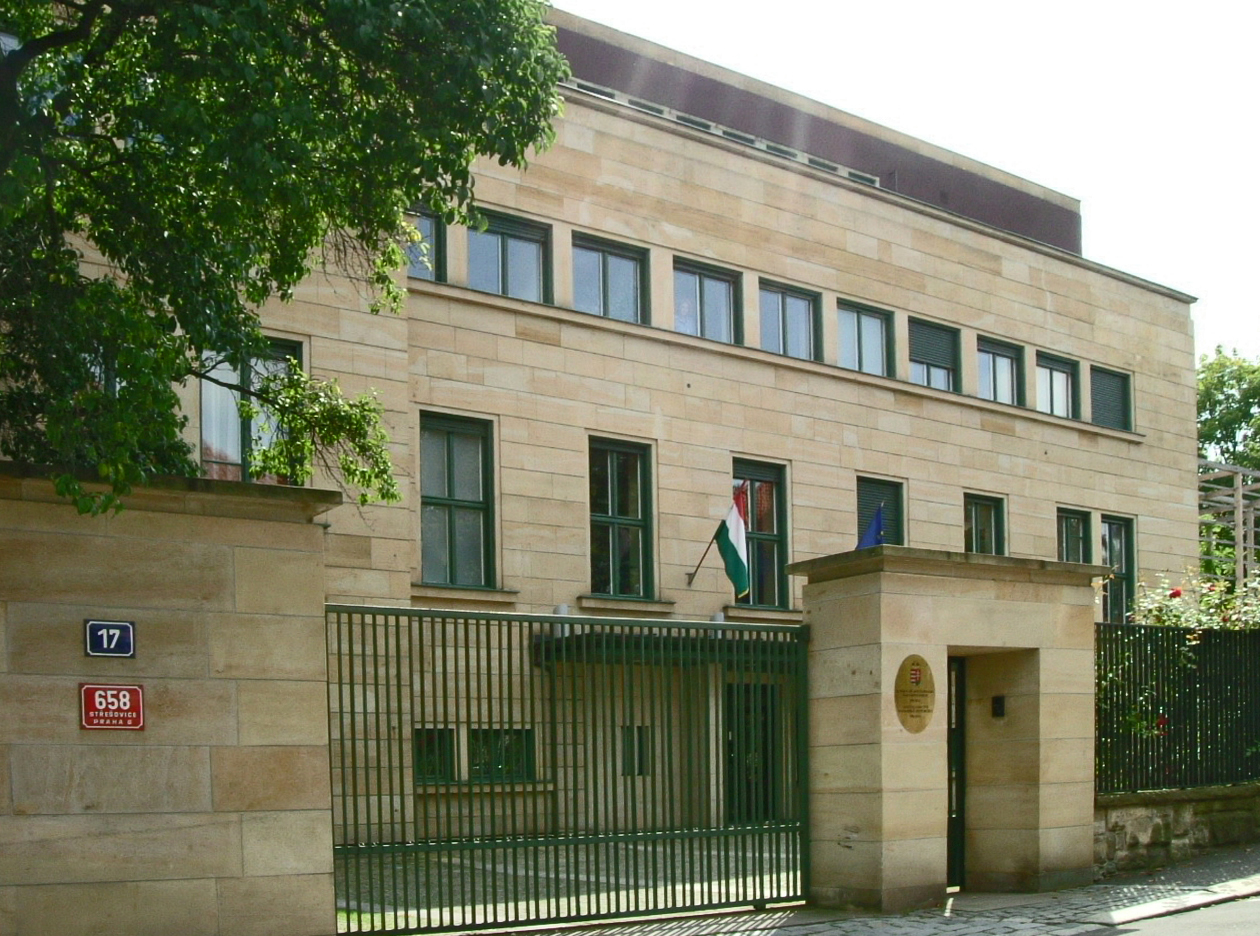
Vorderfassade und Eingang zur Villa Traub

Von der tiefer gelegenen Nordseite erfolgt die Erschließung des Geländes von der Straße Pod Hradbami aus. Alle öffentlich einsehbaren Seiten des Grundstücks wurden durch einen Stabgitterzaun, der auf einem Natursteinsockel aus Sandstein befestigt wurde, abgegrenzt. Knapp drei Meter hohe, mit Sandsteinplatten verblendete gemauerte Zaunpfosten begrenzen das Eingangstor mit einem separaten Fußgängereingang. Auf dem linken Pfosten wurde eine aus drei Milchglasquadern zusammengesetzte Leuchte installiert.
Der Zugang zum Gebäude vom vorgelagerten Innenhof erfolgt durch einen Windfang in eine Eingangshalle. In dem halb im Erdreich eingesenkten Untergeschoss wurden neben der Eingangshalle auch die Garderobe, Toiletten, technische Räume, die Wäscherei, die Garagen für zwei Fahrzeuge sowie auf der Ostseite die Dienstwohnung des Chauffeurs untergebracht.
In der Eingangshalle wurde ein hell-dunkel gestreifter, glänzender Steinfußboden verlegt. Die Wände aus geglättetem Putz wurden mit weißer Lackfarbe gespritzt. Dazu wurden dunkle Holzmöbel mit gelb-rot-braun gemusterten Polsterstoffen kombiniert. Die Garderobe wurde in Einbauschränke integriert und die Halle optisch durch Spiegelwände vergrößert. Türen und Treppen wurden in einem dunklen Nussbaumholz ausgeführt. Die geschwungene Treppe, die durchgehend bis ins Obergeschoss führt, besitzt schwarz polierte Handläufe, die von Weißmetallstützen gehalten werden.
Die Treppe führt in ein großzügiges Vestibul im Ersten Obergeschoss. Die Teppichböden der Treppenhalle mit einem Muster aus braunroten, braungelben und hellen Rechtecken und die dunklen Nußbaummöbel mit farblich abgestimmten Bezugsstoffen bilden einen starken Kontrast zu den lichtgrau lackierten Wänden. Das Erste Obergeschoss schließt zu dem auf der Südseite gelegenen Garten ebenerdig ab und gleicht so drei Meter Höhenunterschied im Gelände aus. Auf dieser Etage befinden sich eine große Wohnhalle, die sich in drei, durch Glastrennwände verbundene Wohn- und Speisezimmer teilen lässt, die Anrichte, die Küche, ein Herrenzimmer und ein Gartenzimmer.
Die Decke der großzügigen, hohen Wohnhalle wird durch zwölf sichtbare Betonunterzüge getragen. Die Wände der Halle wurden mit einem hellen graugelben Lack überzogen. Den Fußboden bekleidete ein in breiten Streifen verlegtes Parkett aus heller und dunkler, geräucherter Eiche, auf dem bunte, gemusterte Webteppiche platziert wurden. Die funktionalen Möbel des Kamin- und Wohnzimmers wurden aus dunklem kaukasischen Nussbaumholz gefertigt, die mit Tischlampen aus mundgeblasenem, durchsichtigen Glas und hellen Stoffschirmen kombiniert wurden. Durch Einrücken einer Wand in der Wohnhalle entstand Raum für einen offenen Kamin, der mit dunklen, weiß verfugten Eisenklinkern verkleidet war. Über dem Kamin hing ein in geglättetem Zementstuck ausgefertigter Sinnspruch in tschechischer Sprache. Der Kamin wurde von zwei Sandsteinreliefs des Bildhauers František Bžoch umrahmt, die abstrakte Szenen aus einem Gerbereibetrieb veranschaulichten. Das Wohnzimmer geht in ein mit Wanddekorationen von Erika Baumgart-Peters versehenes Esszimmer über. Die Esstischmöbel wurden ebenfalls in dunklem Nussbaumholz ausgeführt und die Stühle mit orange-gelb-braun-gemusterten Polsterstoffen dekoriert. In einer Nische des Esszimmers befand sich noch ein kleinerer Frühstücksplatz. Eine Anrichte verband das Esszimmer mit der auf der Nordseite gelegenen Küche. Über der weiß lackierten Einbauküche in L-Form waren in die Wand eingelassene Hängeschränke mit Glastüren angebracht.
Die Wände des im Osten der Etage gelegenen Herrenzimmers waren mit lindgrünem Leder bezogen, die Böden mit gemusterten, braunen Knüpfteppichen ausgelegt. Die dunklen Nussbaumschränke wurden mit großen, mit lindgrünem Leder bezogenen Sesseln kombiniert. Das Herrenzimmer leitet in das Gartenzimmer über, das ein im Boden versenkbares Fenster besaß und einen direkten Zugang zum Garten bot. Die Decke des Gartenzimmers war mit oxidiertem Blattsilber verkleidet. Die Sitzmöbel des Zimmers waren graugrün lackiert und mit gelben Rosshaarkissen bedeckt. Dazu passend wurde ein gelb-gemusterter, gewebter Teppich und graugrüne-weiße Vorhänge dekoriert.
Die Wände des Arbeitszimmers von Edmund Traub waren mit gelbem Boxcalv-Leder bezogen. Alle Lederverkleidungen wurden in der Traubschen Fabrik hergestellt. Die Türen und Kastenmöbel dieses Zimmers wurden ebenfalls mit hellem Leder ausgekleidet. In den Wohnräumen waren ausgesuchte Kunstwerke, unter anderem Skulpturen von Jan Lauda und Bilder von Isidor Kaufmann ausgestellt.
Im Zweiten Obergeschoss waren die privaten Räume der Familie, die Schlaf- und Ankleidezimmer sowie zwei Badezimmer untergebracht. Die Wände der Bäder waren mit dunklem, kontrastreichen Marmor ausgekleidet. Die originalen Heizkörper und Armaturen waren verchromt und bildeten einen optischen Kontrast zu dem dunklen Marmor. Zwei der Räume sind mit floralen Wanddekorationen von Erika Baumgart-Peters versehen. In einigen Räumen finden sich eine ganze Zimmerseite ausfüllende Einbauschränke. Die Glastüren der Schränke waren mit Stoff hinterlegt, die auf Farben des Teppichs abgestimmt wurden. Im Rahmen von Umbaumaßnahmen sind die meisten Einbauschränke entfernt worden. Lediglich im nordöstlichen Eckzimmer sind die originalen Schränke erhalten geblieben.
Im zurückgesetzten und mit dunklen Klinkern verblendetem Dachgeschoss befanden sich ursprünglich die Zimmer für die Bediensteten, die Gästezimmer mit Balkons, ein Badezimmer sowie einige Speicherräume.
Das Haus besaß eine Zentralheizung. In den meisten Räumen befanden sich klassische Heizkörper, lediglich vor der großen Fensterfassade zum Garten wurde die Heizung in den Boden eingelassen und mit Gitterrosten aus Holz ebenerdig abgedeckt.

## Garten und Tennisplatz

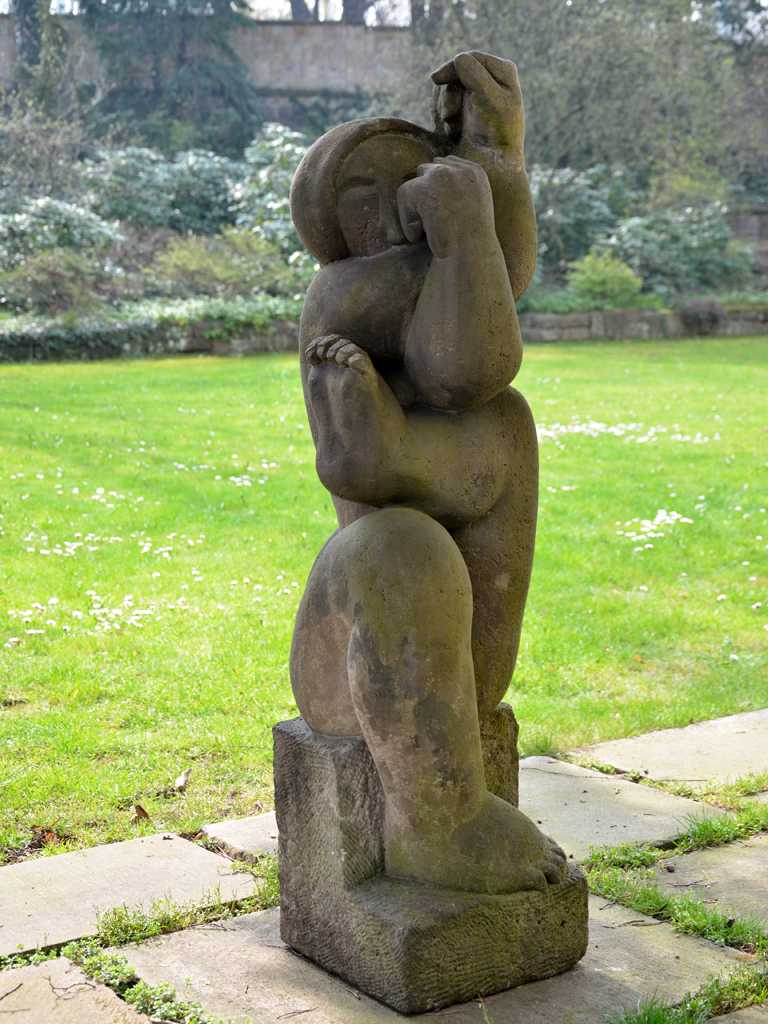
Sandsteinskulptur von Bernhard Reder auf der Terrasse der Villa, im Hintergrund der begrünte Hang an der südlichen Grundstücksgrenze

Die Anlage des Gartens folgte Bruno Pauls Konzept eines „Gartenzimmers“. Der Garten bildet einen großen offenen Bereich vor der südlichen Hauptfassade des Hauses. Die südliche Grundstücksgrenze wird durch eine Mauer mit anschließendem, dicht bepflanztem Hang gebildet, der die großen Höhenunterschiede im Gelände ausgleicht und durch niedrige Natursteinmauern von der Rasenfläche abgegrenzt wird. Um die Rasenfläche und durch den Hanggarten wurden kiesbestreute Wege angelegt.
Die fünf Meter breite und 200 Quadratmeter große Südterrasse, die den repräsentativen Wohnräumen vorgelagert ist, besteht aus unterschiedlich großen Rechteckplatten aus kreidezeitlichen Božanov-Sandstein mit vier Zentimeter breiten, grasbewachsenen Fugen. Niedrige Sandsteinstatuen des jüdischen Bildhauers Bernhard Reder, der 1937 aus Prag emigrierte, wurden auf der Terrasse und an den Gartenwegen aufgestellt.
Westlich des Hauses wurde auf Höhe der Rasenfläche ein Tennisplatz  angelegt, der durch eine Pergola vom Haus getrennt ist. Die gitterförmige Pergola aus weiß lackiertem Zedernholz folgt der abstrakten geometrischen Gliederung des Hauses. Auf der Ostseite der Villa grenzt eine niedrigere Pergola auf einer Stützmauer die Terrasse gegen das Nachbargrundstück ab.

## Umbauarbeiten
Die Villa ist mehrfach für ihren Einsatz als Sitz von diplomatischen Vertretungen umgestaltet worden. Wesentliche Details der originalen Inneneinrichtung haben sich jedoch über die Umbauarbeiten erhalten. Umfassend renoviert wurde die Villa und das Grundstück von 1992 bis 1994 unter der Leitung von Ladislav Kalivoda.
In den Jahren 2005 bis 2007 wurden durch den Architekten Ján Stempel und die Landschaftsgärtnerin Lucie Vogelová umfangreiche Renovierungsarbeiten an der Fassadenverkleidung, der Terrasse, dem Hof und der Pergola durchgeführt. Der Hof wurde an die Erfordernisse einer Botschaft angepasst und ein zweiter, seitlicher Eingang in die Konsularabteilung von der Straße Pod Hradbami aus, geschaffen. Eine zusätzlich im Hof errichtete Garage für die Fahrzeuge der Botschaft wurde mit Hořice-Sandstein verkleidet, um eine optische Einheit mit dem Hauptgebäude zu erzeugen. Der ehemalige Tennisplatz wurde mit rechteckigen Sandsteinplatten  aus Božanov-Sandstein belegt und dient heute als Parkplatz für die Botschaft. Der 210 Quadratmeter große Hof, der bei vergangenen Umbaumaßnahmen stellenweise betoniert wurde, erhielt eine neue Pflasterung. Stempel entschied sich für eine Kombination aus Pflastersteinen von 10 × 10 Zentimeter Größe und 35 Zentimeter breiten, senkrecht auf das Haus zulaufenden Sandsteinplatten aus Božanov-Sandstein.
Die im Laufe der Zeit verwitterten Holzkonstruktionen der Pergola an der Ost- und Westseite des Grundstücks wurden ebenfalls rekonstruiert und anschließend mit Rankgewächsen begrünt. Die Bepflanzung des Hanges wurde ausgelichtet, ergänzt und die Grünanlagen in den ursprünglichen Charakter zurückversetzt.